# 中國自立教會
中國自立教會是一类独立教会，与三自爱国教会不同，这类教会不接受教會必須服從中國共產黨及中華人民共和國政府的領導，而要選擇走家庭教会路线或流亡至其他地區。2008年11月17日，中國社科院于建嶸教授在文中寫道：“通过对中国基督教特别是『家庭教会』近1年的调查，我得出了一个初步结论，就是近30年来，中国『基督教家庭教会』的发展速度和规模远远超过了『三自教会』，已经成为中国基督教非常重要的组织部分。”然而家庭教會因改革開放後迅速發展而受到中国政府打壓。自从2016年起，大量教堂被强制拆除，信徒不许再进行家庭团契活动。2020年末不接受共产党领导的教会已经遭到了毁灭性打击，基督教在中国大陆的传播急剧下降。

## 由来
中國自立教會萌发於19世纪末期。到了義和團事變的时候，被提到日程上来。在義和團事變時，有四十八位天主教傳教士及一萬八千教友殉教，新教亦有一百八十二宣教士和五百個中國基督徒殉教。對基督徒來說這是一個很大災難。當福音越受到逼迫的時候反而傳揚的更好，就好像火煉的試驗可以考驗基督徒，到底信基督教是真或假？
到了二十世紀以後，西方宣教士開始注意到要讓中國人能夠培養起來是很重要的。現在宣教士也注意到帝國主義的侵略對他們傳福音工作有很大的妨礙，所以宣教士也對他們母國政府的一些作法表示強烈抗議。 
第三方面就是中國基督教的教會跟教士們知道要讓中國的教會儘可能的自立、自傳、自養，所以三自精神事實上早在十九世紀末葉即已出現。
其實在十九世紀時，西方宣教士在三次的宣教會議裡面，都已經不斷提出要讓中國人能夠“自立”，“自己來傳福音”，然後“自己來供應自己經費上的需要”。所以經過義和團事變後很多教會也做佈道、造就基督徒，以及社會關懷的工作來消滅一般中國人對教會的反感，及改變他們認定教會只關心天國的事不關心地上的事的觀念。教會也在復興上成為強大力量。

## 早期自立教会
1862年时較早的早期自立教會有「閩南大會」，越來越多關於此教会的資料被發現。于1881年，席勝魔在山西設立了「福音堂」。后期的教會是代表中國本土的自立教會。

### 中国耶稣教自立会
1906年俞国桢在上海成立中国耶稣教自立会，1920年，举行第一次全国大会，成立全国总会，包括16个省的189所礼拜堂，信徒2万余人。1954年以后各地的自立会陆续参加了三自爱国运动。

### 山东中华基督教自立会
1915年青岛新教徒劉壽山（鹤亭）（1863－1935年）在青岛成立組成的山东中华基督教自立会。主要通过醫療和教育进行傳教。

### 重庆中华基督教自养美道会
1915年（民國4年），原重庆美道会基督徒刘子如（1870－1948年），创办重庆华人自主自传自养的教会，在“基督教”前特意题以“中华”二字；在“美道会”前特意加上“自养”二字。

## 真耶穌教會
這是在1917年北京設立的，初期由魏保羅、張巴拿巴、張靈生共同領導。1926年將總部設於南京 。這個教會是比較接近第一波靈恩運動的教會，雖然他們較偏向靈恩派，但是信徒相當多，在中國有一定影響力，也是比較大規模的自立教會。後來真耶穌教會也傳到臺灣。

## 耶穌家庭
另外一個很重要的自立教會耶穌家庭是很獨特的教會，為山東新教徒敬奠瀛於1921年在泰安馬莊那裡設立的，主要是集中在農村 。
當時他們提倡叫 「破家出世，參加入世」。這意思就是說我們打破原來家庭的制度，離開原來得家庭及本地的族父家，加入一個新的「耶穌家庭」。「破家出世」就是把我自己的家庭，把我原來得財產都捐出來，然後大家放在一起凡物公用。
用出世的精神加入這個耶穌家庭的情形以後另外一句話叫「換一個生命，耶穌為主」，也就是說我們的生命要改變，我們重生得救以後換了一個新的生命，認耶穌基督作我們家之主。
然後接下來這一句話叫「打倒衣食住，成全衣食住」，就是講道他們耶穌家庭的生活是改變你原來得衣食住。可能你原來喜歡穿好的衣服，喜歡吃美食，喜歡住好的房子。這是人之常情，也是人的慾望。他們這一些要把它打倒不要了，不要再過奢侈的衣食住生活，因此要過最簡單，最簡樸的生活。成全衣食住意思就是大家聚在一起凡物公用，包跨農作物或者我們的食品，我們收入多少，那麼大家就吃多少，盡量過最簡樸的生活。
他們是效法初期耶路撒冷教會凡物公用的這樣一種精神，這個當然在農村裡面是比較容易實現的。在一個區大家耕種，各盡所能，各取所需，彼此相愛，凡物公用。當然除了修道院以外，一般很少教會有這種組織形式。在中國將近兩百多個這樣的耶穌家庭。 
他們另外一句話說：「在心為主活，立志為主死」這是他們的心志就是說我們存心為主活，立志願意為主死的精神。在中國有很多人效法。遵行大部分都是在農村地區，這在在都市裡面確實是很難。
事實上這種耶穌家庭的生活在猶太人當中是有的，猶太人自從建國以後，在以色列國這個地方，設立很多屯墾區。這些屯墾區用他們希伯來語叫「Kibbutz」（基布兹），就是所謂集體農場，是人家自願加入十，二十年等，隨時可以退出。

## 教會聚會所
1922年教會聚會所（又稱地方教会）的王載、倪柝聲、李淵如幾位開始在家庭聚會，那時候還不叫教會。他們在上海編了一個「小群詩歌」，所以後來有的人叫他們「小群」。
聚會所初期的口號是「走出教派，歸回聖經」，認為中國教會不要再受西方教派，差會的影響，所以有一些教派的人對聚會所反感。他們的早期文字工作是「復興報」跟福音書房。福音書房從那時候一直到現在還有。1949年他們將近有七百間教會。
中国大陆并非所有地方教会性质的家庭教会都是李常受的“地方召会”，在中国大陆有许多地方性的教会基本是从倪柝声所带领的地方教会而传承下来的。比如温属地方众教会、蒙头教会、地方召会以及很多基督教团契、根基教会、窄门耶稣独立教会、重生教会、根基得胜教会、三班仆人派、呼喊派等大陆基督教新教团契，基本都是从地方教会传承而来的。随着经历中国政府不间断的打击迫害，有的地方教会被迫公开加入了不准公开传教的三自爱国教會，有的秘密加入了三自爱国教会。但也有很多地方教会依然不畏强暴，一直以家庭教会的形式秘密扩展福音，不再对外界公开。

## 基督徒會堂
本來也是家庭聚會，後來在王明道在1937年，北京開始建立了新的堂 。他們說是自傳開始，意思就是不靠西方的傳教士而是自己來傳道，然後自己來管理，自養（經濟上可以自立）。
王明道有一個很特別地方就是對受浸的要求很嚴格。從1933年－1949年這16年時間里，受浸的只有570名人。但是他要求每一個受浸要入會的人必須能夠帶人信主。
他說「羊要有生命，你生命的表現就要能夠生羊」。所以你要能夠帶人來信主，才表示你的重生得救夠清楚，不是說你重生得救了，而是說你才有資格加入教會成為會友。
所以他對會友的要求非常的嚴格而且一個人如果說他信了主，他們在教會裡面的生活要被觀察一段時間。觀察他的生活，行是為人，觀察他對聖經的了解。確定他是一個有生命的，在生活上有基督樣式的人，他們才准許他加入成為教會的教友。

## 靈糧堂
靈糧堂為1943年由趙世光牧師於中國上海創辦的基督教獨立教會。由創會至今，世界各地的靈糧堂持續以植堂的方式拓展宣教。一般來說，目前靈糧堂的真正發展應該是1954年在台北成立靈糧堂之後。至今，台北靈糧堂在全世界設立分堂共421處。此外，与台北靈糧堂同源但不屬於台北靈糧堂體系的基督教靈糧世界佈道會聯會在世界各地亦有44間會員堂。

## 總結
這幾個中國自立教會是比較出名的，比較有代表性的。
當然目前的家庭教會是自立教會，因為從1949年以後，特別是文革以後跟外邊的關係是完全斷絕了，所以教會是完完全全的自立。